# Mesquita Ibn Rushd-Goethe
A Mesquita Ibn Rushd-Goethe é a única mesquita autodenominada liberal da Alemanha. Foi inaugurada em junho de 2017 e leva o nome do polímata árabe-andaluz medieval Ibn Rushd e do escritor e estadista alemão Johann Wolfgang von Goethe. A mesquita foi fundada por Seyran Ateş, uma advogada feminista alemã muçulmana de ascendência turca-curda. A mesquita é caracterizada como liberal; proíbe o uso do véu, permite que mulheres e homens orem juntos e aceita entre seus devotos pessoas LGBT.

## Pano de fundo
A mesquita é aberta aos sunitas, xiitas e muçulmanos de outras vertentes. Véus integrais como burcas ou nicabes não são permitidos. Homens e mulheres rezam juntos nos serviços religiosos e as mulheres não são obrigadas a usarem o véu na cabeça. Além disso, os muçulmanos gays e lésbicas são bem vindos na comunidade. É a primeira mesquita desse tipo na Alemanha e umas das primeiras na Europa, bem como em todo mundo
A fundadora Seyran Ateş disse que "precisamos de uma exegese histórico-crítica do Alcorão" e "uma escritura do século 7 não pode e não deve ser interpretada literalmente. Defendemos uma leitura do Alcorão orientada pela misericórdia, pelo amor de Deus e, acima de tudo, pela paz. A mesquita é um lugar para todas as pessoas que não cumprem as regras e regulamentos dos muçulmanos conservadores".

## História
A mesquita foi fundada por Seyran Ateş, uma advogada feminista alemã de ascendência turca e curda, em 16 de junho de 2017. Foi nomeada em homenagem ao polímata árabe-andaluz Ibn Rushd, também conhecido como Averróis, e ao escritor e estadista alemão Goethe.
Ateş disse à revista Der Spiegel que "ninguém será admitido usando nicabe ou burca. Tal decisão acontece por questões de segurança e também por ser nossa convicção de que os véus que cobrem o rosto não tem nada a ver com religião, mas sim com uma declaração política" Ela também disse aos jornalistas que se inspirou em Wolfganf Schäuble, o ministro de finanças alemão, que disse a ela que os muçulmanos liberais deveriam se unir.

## Reações
Após várias ameaças após a inauguração da mesquita, os fundadores comentaram sobre a grande intimidação que os muçulmanos liberais estavam sofrendo. Eles pediram tolerância e respeito em relação à leitura do Alcorão. A segurança pessoal da fundadora Seyran Ateş teve que ser aumentada significativamente após o Departamento Estadual de Polícia Criminal de Berlim, o Landerskriminalant. Em julho de 2017, Ateş relatou ter recebido cerca de 100 ameaças de morte desde a inauguração da mesquita.
A imprensa turca apresentou a mesquita Rushd-Goethe como parte do Movimento Güllen, uma afirmação negada por Ercan Karakoyun, presidente da Stiftung Dialog und Bildung, uma fundação filiada à Güllen na Alemanha. A acusação foi negada pela própria mesquita. A mídia turca tem sido crítica e Ateş tem recebido ameaças hostis tanto de muçulmanos radicais quanto de inimigos e críticos do Islã, tanto na Alemanha quanto no exterior.
A instituição fatwa no Egito, o Conselho Egípcio de Fatwa da Universidade de Alazar, rotulou a mesquita como uma ameaça ao Islã  e uma fatwa contra a mesquita foi declarada. As autoridades religiosas turca e egípcia condenaram o projeto e a fundadora passou a receber ameaças de morte.  A fatwa abrangia todas as mesquitas liberais presentes e futuras. A Universidade de Alazar se opõe à reforma liberal do Islã e emitiu uma fatwa por causa da proibição emitida pela mesquita quanto ao uso de véus femininos que cubram o rosto, como a burca e nicabe em suas instalações e por permitir a oração conjunta entre homens e mulheres além da receptividade aos homossexuais.

## Pano de fundo
A mesquita é aberta aos sunitas, xiitas e muçulmanos de outras vertentes. Véus integrais como burcas ou nicabes não são permitidos. Homens e mulheres rezam juntos nos serviços religiosos e as mulheres não são obrigadas a usarem o véu na cabeça. Além disso, os muçulmanos gays e lésbicas são bem vindos na comunidade. É a primeira mesquita desse tipo na Alemanha e umas das primeiras na Europa, bem como em todo mundo
A fundadora Seyran Ateş disse que "precisamos de uma exegese histórico-crítica do Alcorão" e "uma escritura do século 7 não pode e não deve ser interpretada literalmente. Defendemos uma leitura do Alcorão orientada pela misericórdia, pelo amor de Deus e, acima de tudo, pela paz. A mesquita é um lugar para todas as pessoas que não cumprem as regras e regulamentos dos muçulmanos conservadores".

## História
A mesquita foi fundada por Seyran Ateş, uma advogada feminista alemã de ascendência turca e curda, em 16 de junho de 2017. Foi nomeada em homenagem ao polímata árabe-andaluz Ibn Rushd, também conhecido como Averróis, e ao escritor e estadista alemão Goethe.
Ateş disse à revista Der Spiegel que "ninguém será admitido usando nicabe ou burca. Tal decisão acontece por questões de segurança e também por ser nossa convicção de que os véus que cobrem o rosto não tem nada a ver com religião, mas sim com uma declaração política" Ela também disse aos jornalistas que se inspirou em Wolfganf Schäuble, o ministro de finanças alemão, que disse a ela que os muçulmanos liberais deveriam se unir.

## Reações
Após várias ameaças após a inauguração da mesquita, os fundadores comentaram sobre a grande intimidação que os muçulmanos liberais estavam sofrendo. Eles pediram tolerância e respeito em relação à leitura do Alcorão. A segurança pessoal da fundadora Seyran Ateş teve que ser aumentada significativamente após o Departamento Estadual de Polícia Criminal de Berlim, o Landerskriminalant. Em julho de 2017, Ateş relatou ter recebido cerca de 100 ameaças de morte desde a inauguração da mesquita.
A imprensa turca apresentou a mesquita Rushd-Goethe como parte do Movimento Güllen, uma afirmação negada por Ercan Karakoyun, presidente da Stiftung Dialog und Bildung, uma fundação filiada à Güllen na Alemanha. A acusação foi negada pela própria mesquita. A mídia turca tem sido crítica e Ateş tem recebido ameaças hostis tanto de muçulmanos radicais quanto de inimigos e críticos do Islã, tanto na Alemanha quanto no exterior.
A instituição fatwa no Egito, o Conselho Egípcio de Fatwa da Universidade de Alazar, rotulou a mesquita como uma ameaça ao Islã  e uma fatwa contra a mesquita foi declarada. As autoridades religiosas turca e egípcia condenaram o projeto e a fundadora passou a receber ameaças de morte.  A fatwa abrangia todas as mesquitas liberais presentes e futuras. A Universidade de Alazar se opõe à reforma liberal do Islã e emitiu uma fatwa por causa da proibição emitida pela mesquita quanto ao uso de véus femininos que cubram o rosto, como a burca e nicabe em suas instalações e por permitir a oração conjunta entre homens e mulheres além da receptividade aos homossexuais.